# Fedia pallescens
Fedia pallescens là một loài thực vật có hoa trong họ Kim ngân. Loài này được (Maire) Mathez mô tả khoa học đầu tiên năm 1977.